# Hilderthorpe
Hilderthorpe är en ort i civil parish Bridlington, i distriktet East Riding of Yorkshire, i grevskapet East Riding of Yorkshire, i England. Hilderthorpe var en civil parish 1866–1923 när blev den en del av Bridlington. Civil parish hade 6 160 invånare år 1921. Byn nämndes i Domedagsboken (Domesday Book) år 1086, och kallades då Hilgertorp/Hilgretorp.